# Райнери, Франческо Мария
Франческо Мария Райнери (итал. Francesco Maria Raineri; 2 февраля 1676, Скивенолья, Ломбардия — 28 февраля 1758, Мантуя, Ломбардия) — итальянский живописец эпохи рококо ломбардской школы.

## Биография
Франческо Мария, пятый из семи детей, четырёх мальчиков и трёх девочек, родился в семье Лауры Томиротти и Анджело Райнери, оба были обеспеченными людьми, он осиротел в раннем возрасте у обоих родителей (его мать умерла в 1681 году, а отец в 1694 году). По этой причине весьма вероятно, что Райнери был отправлен в Мантую для обучения в иезуитском коллегиуме или школе-интернате, где, в дополнение к обычному обучению чтению, письму и арифметике, он также приобрел вкус к искусству.
Известный как «Ло Скивенолья» (из Скивенольи), он был учеником Джованни Канти (1653—1715) из Пармы, у которого быстро освоил экспрессивную технику живописи быстрыми и решительными мазками кисти. Он превзошёл своего учителя и достиг высокого уровня благодаря живописному чутью, своему дару в рисунке и новизне динамичной композиции.
В его зрелом творчестве видят предвосхищение необычного искусства Пауля Трогера и Франца Антона Маульберча.
Райнери сотрудничал при создании картин и фресок с Джузеппе Баццани, также учеником Канти. Представитель стиля рококо, Райнери тем не менее демонстрирует экспрессию, более характерную для барокко и маньеризма. Леопольдо Камилло Вольта вспоминал о нём в 1777 году следующим образом: «Благодаря долгому изучению произведений лучших мастеров и природы он овладел всеми необходимыми знаниями и прекрасно понимал все скрытые тонкости искусства. Пожалуй, никто не умел рисовать обнаженную натуру лучше, чем он. Его друг Баццани просил его исправлять его картины и изучать его рисунки».
Райнери писал картины на батальные и мифологические сюжеты, портреты, алтарные картины и пейзажи. Его называли «сюрреалистом Мантуи XVIII века». Он относил себя как к ломбардской, так и к эмилианской живописи.
В 1753 году он был назначен первым директором Академии изящных искусств Мантуи (также называемой Терезиана). Академия была основана Джованни Кадиоли в 1752 году с согласия императрицы Марии Терезии Австрийской. Райнери оставил всю свою мастерскую в наследство Джованни Кадиоли, коллекционеру картин и художнику, и живописцу Антонио Бонорису.

## Галерея

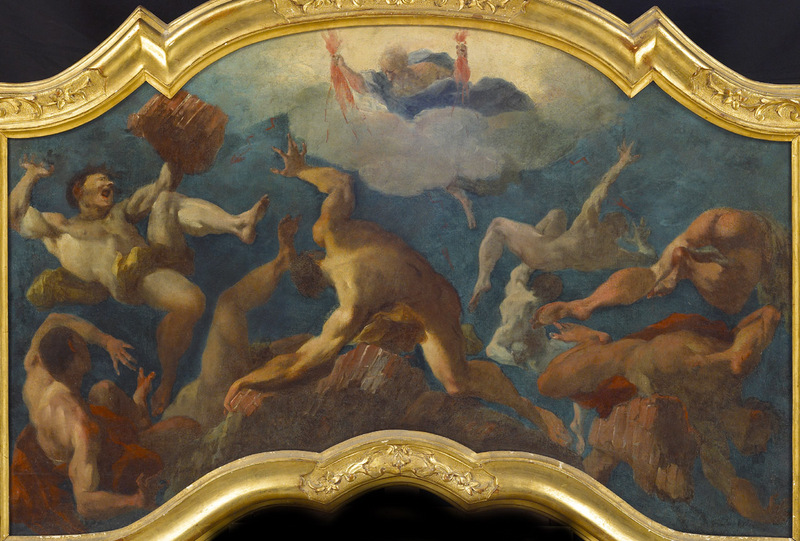
Битва гигантов. Холст, масло. Частное собрание
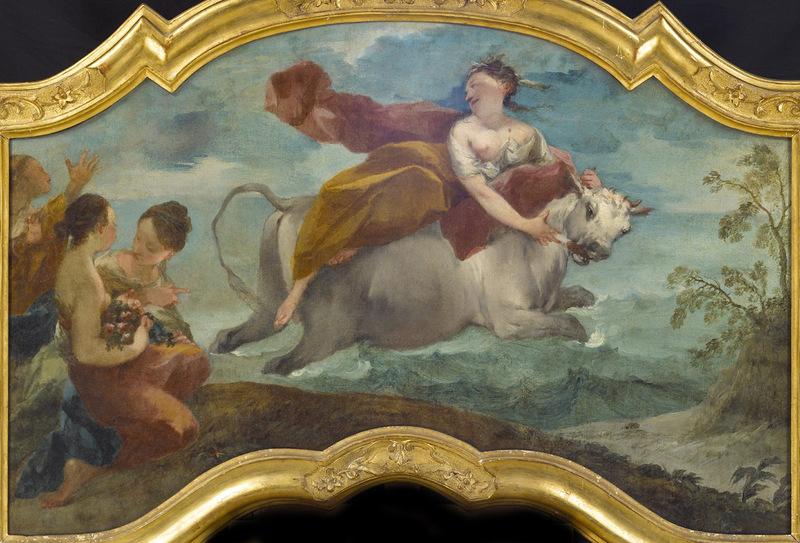
Похищение Европы. Холст, масло. Частное собрание
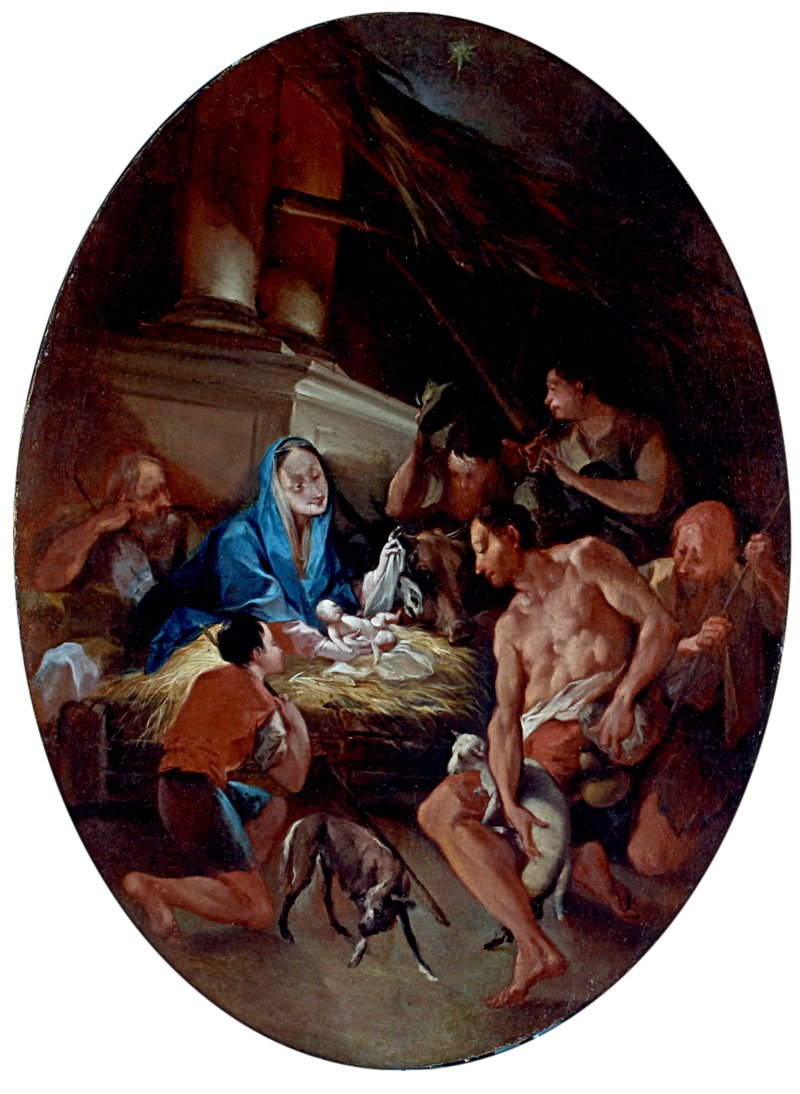
Рождество (Презепио)
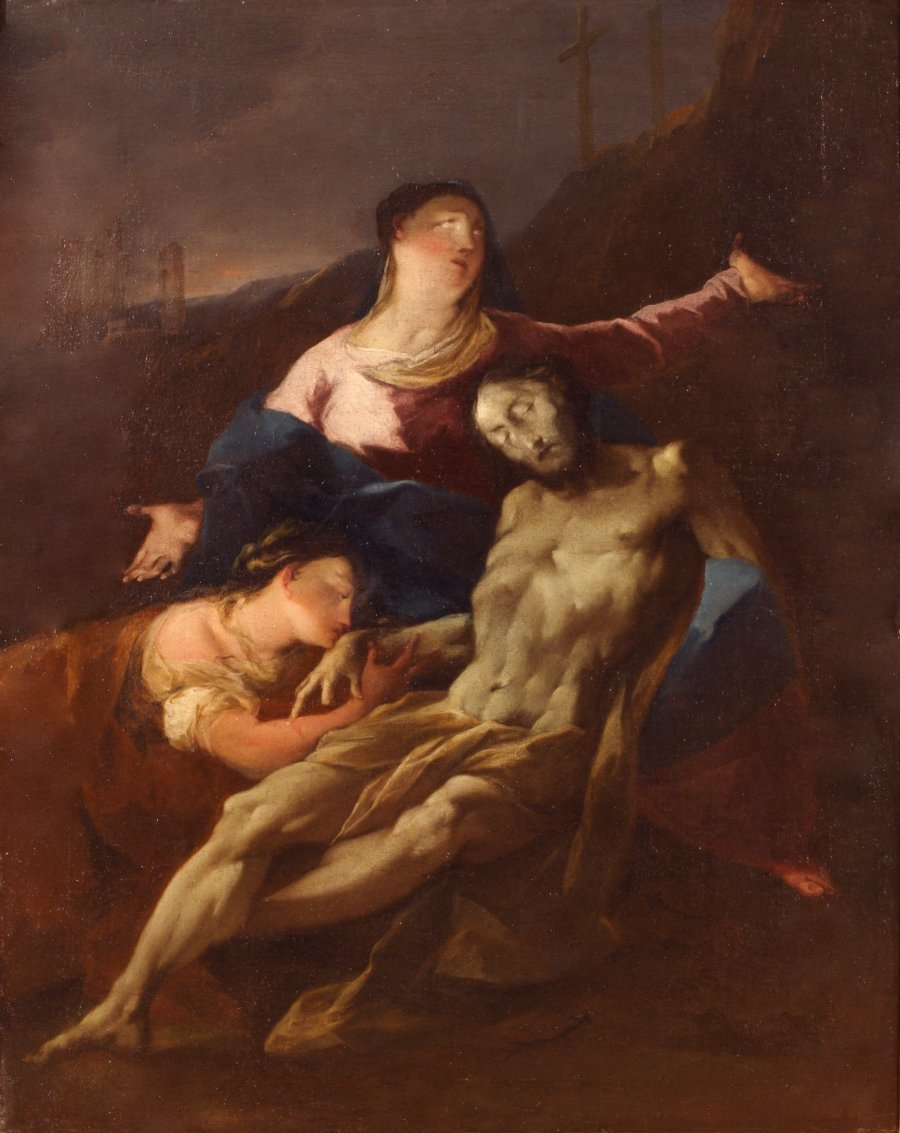
Пиета
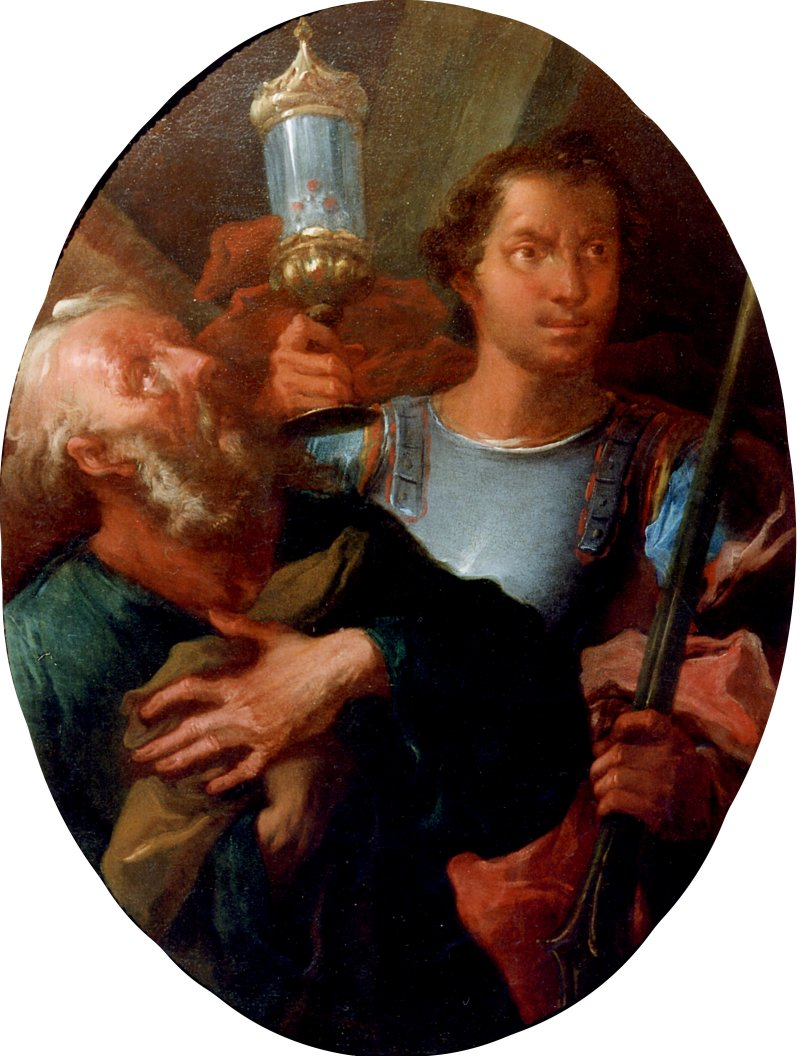
Святые Андрей и Лонгин
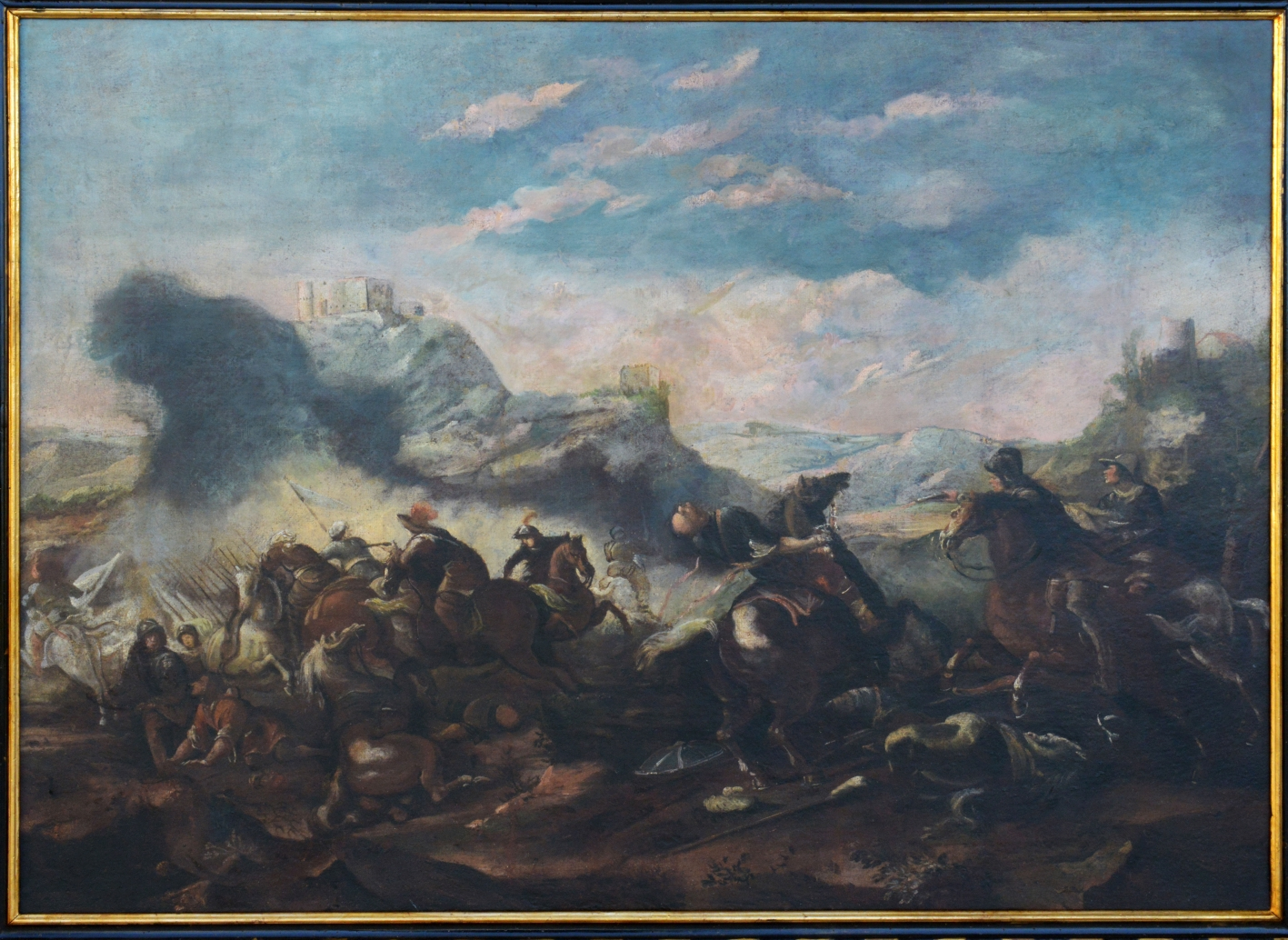
Сражение турок с христианами